# マナス (神智学)
神智学の定義によるマナス（英: manas）は、人間の心、知性、自我を司っている不可視の身体である。英語のmindと相応している。

## 名称
神智学の諸文献中では、マナスを"mind"と表記することが多い。mindの和訳は、片仮名音写の「マインド」や、意訳の「識心（しきしん）」が主に使われる。
後述するとおり、マナスは「メンタル体（英: mental body）」と「コーザル体（英: causal body）」を有する。この2通りの身体の和訳は、およそ以下の通りである
- メンタル体。主に、識心体（しきしんたい）。または精神体、知性体。
- コーザル体。原因体、元因体、因果体。しかし妥当な訳が無いため、カタカナ音写の「コーザル体」が主に使われる。
  - また、インド哲学の英訳文献でも"Causal body（和訳では主に「原因身」）"は使われているが、同一の概念ではない。ここで取り上げているのは、神智学によって再定義されたものである。

## 概論
基本的にマナスは、メンタル体とコーザル体に大別される。
- メンタル体は、肉体（およびエーテル体）やアストラル体と一体であり、パーソナリティー（低位我、人格）を構成する。このように、メンタル体と様々な身体が一体だからこそ、人間は意識的活動が出来るのである。しかし、一般的な人々の意識はアストラル体が優勢であるという。
- コーザル体は、霊的魂であるブッディと結合しており、ブッディの代役しているため、魂体と呼ばれる事がある。また、最終的にコーザル体は、理性（ブッディ）と知性（メンタル体）の架け橋となるものである。

しかし、マナスの性質には3つの様相がある。
- 低位マインド。具体マインドとも呼ばれており、合理的思考の原理である。
- 自我（英: ego）。これは魂であり、知性の原理である。
- 高位マインド。抽象マインドとも呼ばれる。先述したとおり、理性と知性の架け橋がこれである。

これら3つの様相には断絶があり、教育や瞑想はこの断絶に橋を架ける事であるという。

## マナス界
マナス界、もしくはメンタル界には7つの亜界があり、これもまた低位と高位に別けられる。
低位亜界には「イリュージョン (錯覚)」が存在する。これは想念形態の背後に真理を追いやることでもある。つまり真理と自らの思考を間違えつつ盲信することである。
高位亜界はコーザル界などと呼ばれる。一般的に魂はこの亜界の身体（コーザル体）に位置している。